# تپه مراد خانی
تپه مراد خانی مربوط به دوره اشکانیان است و در شهرستان ثلاث باباجانی، بخش ازگله، روستای مراد خانی واقع شده و این اثر در تاریخ ۳۰ تیر ۱۳۸۴ با شمارهٔ ثبت ۱۲۱۷۴ به‌عنوان یکی از آثار ملی ایران به ثبت رسیده است.